# Marlen Loss
Marlen Loss(Hermosillo, Sonora), nombre artístico de Dulce Marlen López Sánchez es una artista acuarelista multidisciplinaria mexicana.
Cuenta con la Maestría en Educación y Licenciada en Artes Visuales por la Universidad de Guadalajara (UDG). Se ha desarrollado en la gestión cultural y ha participado en talleres de curaduría, museografía y curado de exposiciones. Además, ha tomado seminarios sobre culturas populares e indígenas entre 2018 y 2024. Realizado cinco exposiciones individuales en Sonora y ha participado en más de 20 exposiciones colectivas a nivel nacional e internacional, Estados Unidos y Europa. Ha sido beneficiaria en tres ocasiones del programa PECDA, siendo la última en la categoría de Creadores con Trayectoria. Ha ganado proyectos muralísticos, como el del COLSON en 2017, y obtuvo el programa EFICAS (2019-2022), con el proyecto Músaro, que consistió en murales en el interior de los pueblos originarios en la Biblioteca Fortino León Almada. Su trabajo reflexiona sobre la relación entre lo humano, lo divino y lo natural, explorando temas como el ostracismo, la coerción y la conexión espiritual con la naturaleza. 
Actualmente, dirige un espacio cultural y galería, donde también se desempeña como maestra y gestora.
https://oem.com.mx/elsoldehermosillo/cultura/hermosillo-marlen-loss-artista-visual-mundo-exposiciones-arte-pandemia-covid-isc-musas-programa-proyecto-a-contra-luz-exposicion-virtual-19138486
https://liberaradio.com/inauguran-musaro-ocho-murales-inauguran-visibilizar-a-los-ocho-pueblos-originarios-de-sonor
sonora/Viena|enlaceautor=|fecha=|idioma=|sitioweb=|editorial=|urlarchivo=https://web.archive.org/web/20120710025233/http://www.lacasadeviena.com/artes-visuales/marlen-loss-el-arte-es-simplemente-el-apodo-de-la-creacion-la-construccion-de-mi-reflejo/%7Cfechaarchivo=10 de julio de 2012}}</ref>